# Lakshmipura, Srinivaspur
Lakshmipura là một làng thuộc tehsil Srinivaspur, huyện Kolar, bang Karnataka, Ấn Độ.